# Xiaomi Mi 4i
Lo Xiaomi Mi 4i (Cinese: 小米手机4i) è uno smartphone sviluppato da Xiaomi Inc. Fa parte della gamma media di Xiaomi ed è uscito nell'aprile 2015. Xiaomi ha tenuto un evento pubblico al Siri Fort Auditorium di Delhi per presentare lo smartphone. Xiaomi ha anche introdotto alcuni accessori smart come la Xiaomi MiBand, durante lo Xiaomi New Product Launch Event 2015 del 23 aprile 2015.
Il Mi 4i è una variante leggermente depotenziata del suo predecessore, lo Xiaomi Mi4. Il telefono ha un design diverso rispetto al suo predecessore e ha un corpo in policarbonato. Ha a bordo la MIUI 6 (presentata nell'agosto 2014) basata su Android Lollipop (5.0).
L'accoglienza da parte del pubblico è stata generalmente positiva, anche se ci sono state molte critiche da parte degli utenti iPhone a causa di design e qualità costruttiva simile. Alcune aziende hanno sostenuto che si trattasse di uno dei migliori smartphone in commercio grazie al suo hardware di fascia alta venduto ad un prezzo relativamente inferiore rispetto alla concorrenza.

## Sviluppo
Prima dell'annuncio ufficiale molti media si sono focalizzati sulle voci, in particolare su foto che avrebbero dovuto annunciare l'uscita del smartphone. Anche se l'apparecchio è stato annunciato il 23 aprile 2015, non è stato reso disponibile fino al 30 aprile, con la MIUI 6 (Android Lollipop) integrata. Xiaomi ha lanciato il Mi 4i specificatamente per il mercato indiano e programma di estendere la vendita attraverso tutto il continente asiatico. Per ora i clienti indiani potranno acquistare il dispositivo attraverso il canale Flipkart, attraverso uno sconto temporaneo tenuto ogni giovedì, a partire dal 30 aprile.

## Caratteristiche

### Sistema operativo e software
Lo Xiaomi Mi 4i è stato successivamente aggiornato alla MIUI V7, una variante del SO Android elaborata da Xiaomi. L'interfaccia utente della MIUI si basa sul concetto di interazione diretta, attraverso gesture multi-touch. Il controllo dell'interfaccia si compone di slider, interruttori e pulsanti. Le interazioni con l'OS includono gesture come lo swipe, il tap e il pinch to zoom; tutte hanno una definizione specifica all'interno del contesto di Android. I sensori interni, come l'accelerometro sono usati da alcune applicazioni per rispondere al movimento dello smartphone, come ad esempio la sua rotazione. Il dispositivo include un'applicazione per l'aggiornamento automatico del sistema operativo (MIUI).

### Design
Lo smartphone presenta uno schermo touchscreen da 5 pollici (12,7 cm) Sharp/JDI Corning OGS, con una risoluzione di 1080x1920 (FHD) ed una densità di pixel pari a 441 ppi. Il tasto home è simile a quello del predecessore (Mi 4), è basato su touch con un feedback tattile regolabile. Il cellulare pesa 130 grammi ed è disponibile al momento in due sole colorazioni, bianco e grigio.

### Hardware
Lo Xiaomi Mi 4i presenta un processore Qualcomm Snapdragon 615 (MSM8939), che lo rende un dispositivo Android nella media secondo l'applicazione AnTuTu benchmark. Il processore è un octa-core a 1,7 GHz e 1,1 GHz con architettura BIG.little mentre la scheda grafica è un Adreno 405. Lo smartphone ha una batteria non removibile da 3120 mAh, che è stata progettata per raggiungere le 300 ore in modalità stand-by. La fotocamera posteriore ha un sensore da 13 megapixel, mentre quella anteriore presenta 5 megapixel.